# Olympische Sommerspiele 2004/Teilnehmer (Hongkong)
| Gelbes Symbol für Goldmedaillen mit stilisierten Olympischen Ringen | Graues Symbol für Silbermedaillen mit stilisierten Olympischen Ringen | Braundes Symbol für Bronzemedaillen mit stilisierten Olympischen Ringen |
| ------------------------------------------------------------------- | --------------------------------------------------------------------- | ----------------------------------------------------------------------- |
| —                                                                   | 1                                                                     | —                                                                       |

Die Mannschaft Hongkongs nahm an den Olympischen Sommerspielen 2004 in der griechischen Hauptstadt Athen mit einer Delegation von 32 Athleten – 18 Frauen und 14 Männer – in zehn Sportarten teil.

## Fahnenträger
Der Schwimmerin Sherry Tsai (chin.: 蔡曉慧) führte die Olympiamannschaft Hongkongs bei der Eröffnungsfeier als Fahnenträgerin an. Bei der Abschlussfeier trugen die beiden Tischtennisspieler Li Ching (李静) und Ko Lai Chak (高禮澤) die Fahne.

## Medaillengewinner
Mit einer gewonnenen Silbermedaille belegte das Team Platz 65 im Medaillenspiegel.

### Silber
- Li Ching und Ko Lai Chak – Tischtennis Doppel

## Teilnehmer nach Sportarten
Wenn innerhalb der Sportarten nicht anders angegeben, sind in den Wettkämpfen nur Männer angetreten.

### Badminton
Dameneinzel
- Ling Wan Ting (凌婉婷): 9:11/8:11-Niederlage in der 32er-Runde gegen Cheng Shao-chieh aus Taiwan
- Wang Chen (王晨)
  - 32er-Runde: 11:1/11:4-Sieg gegen die Peruanerin Lorena Blanco
  - Achtelfinale: 8:11/13:10/11:8-Sieg gegen die Niederländerin Yao Jie
  - Viertelfinale: 11:9/6:11/7:11-Niederlage gegen die spätere Olympiasiegerin Zhang Ning auch China

Damendoppel
- Louisa Koon Wai Chee (官惠慈) & Li Wing Mui (李詠梅): 4:15/4:15-Niederlage im Achtelfinale gegen Gail Emms & Donna Kellogg (Vereinigtes Königreich)

Herreneinzel
- Ng Wei (吴蔚): 3:15/13:15-Niederlage in der 32er-Runde gegen Lee Chong Wei aus Malaysia

### Fechten
Dameneinzel Florett
- Chan Ying Man: 3:15-Niederlage in der 32er-Runde gegen die Ungarin Gabriella Varga

Dameneinzel Säbel
- Chow Tsz Ki (周梓琪): 11:15-Niederlage in der 32er-Runde gegen die US-Amerikanerin Emily Jacobson

Herreneinzel Florett
- Lau Kwok Kin: 14:15-Niederlage in der Vorrunde gegen den Kanadier Josh McGuire

### Leichtathletik
100 m
- Chiang Wai Hung: mit 10,70 s (Platz 6 im achten Vorlauf) nicht für das Viertelfinale qualifiziert

### Radsport

#### Bahn
Punktefahren
- Wong Kam Po (黃金寶): Platz 20 - 2 Punkte

#### Straße
Straßenrennen 224,4 km
- Wong Kam Po: Rennen nicht beendet

### Rudern
Einer
- Lau Hiu Fung (羅曉鋒): Platz 18
  - Vorlauf: mit 7:28,16 min (Platz 3 im ersten Rennen) für die Hoffnungsläufe qualifiziert
  - Hoffnungslauf: mit 7:10,72 min (Platz 2 im fünften Lauf) für das Halbfinale C qualifiziert
  - Halbfinale C: mit 7:12,52 min (Platz 6 im Rennen C) für das Finale C qualifiziert
  - Finale C: Platz 6 - 7:10,75 min

Leichtgewicht-Doppelzweier
- Ting Wai Lo & Sau Wah So
  - Vorlauf: mit 6:43,49 min (Platz 5 im zweiten Rennen) für die Hoffnungsläufe qualifiziert
  - Hoffnungslauf: mit 6:41,09 min (Platz 5 im vierten Lauf) für das Halbfinale D qualifiziert
  - Halbfinale D: mit 6:37,03 min (Platz 4) nicht für das Finale qualifiziert

### Schießen
Frauen Luftpistole 10 m
- Cynthia Lo Ka Kay (嘉琪 盧): Platz 34 - 371 Ringe (92+95+94+90)

### Schwimmen
Frauen
50 m Freistil
- Elaine Chan: Platz 47 - 27,48 s

100 m Freistil
- Hannah Wilson (韋漢娜): Platz 34 - 57,33 s

200 m Freistil
- Sze Hang Yu (施幸余): Platz 39 - 2:07,55 min

100 m Rücken
- Sherry Tsai (蔡曉慧): Platz 30 - 1:04,25 min

200 m Rücken
- Sherry Tsai: Platz 28 - 2:19,83 min

100 m Brust
- Yvonne Yip Tsz Wa (葉芷華): Platz 39 - 1:14,53 min

100 m Schmetterling
- Sze Hang Yu: Pletz 32 - 1:02,42 min

200 m Schmetterling
- Sandy Chan Wing Suet (陳詠雪): Platz 29 - 2:18,45 min

Männer
100 m Brust
- Daniel Tam Chi Kin (譚智健): Platz 44 - 1:05,11 min

200 m Brust
- Daniel Tam Chi Kin: Platz 41 - 2:19,48 min

### Segeln
Frauen
Windsurfen (Mistal)
- Lee Lai-Shan (李麗珊): Platz 4 - 42 Punkte

Männer
Windsurfen (Mistral)
- Ho Chi Ho: Platz 14 - 138,0 Punkte

### Tischtennis
Dameneinzel
- Tie Yana (帖雅娜), auf Platz 7 gesetzt
  - 3. Runde: 4:1-Sieg (11:6/6:11/12:10/14:12/11:6) gegen die Ungarin Krisztina Tóth
  - 4. Runde: 4:1-Sieg (11:6/11:7/11:4/8:11/11:8) gegen die Nordkoreanerin Kim Hyon-hui
  - Viertelfinale: 1:4-Niederlage (6:11/12:10/9:11/7:11/7:11) gegen Kim Kyung-ah aus Südkorea

- Lin Ling (林菱), auf Platz 9 gesetzt
  - 3. Runde: 2:4-Niederlage (6:11/7:11/11:5/8:11/11:7/10:12) gegen die Rumänin Adriana Zamfir

- Lau Sui Fei (柳絮飛), auf Platz 11 gesetzt
  - 3. Runde: 4:1-Sieg (11:3/11:6/10:12/11:5/11:6) gegen die Russin Swetlana Grigorjewna Ganina
  - 4. Runde: 1:4-Niederlage (5:11/7:11/3:11/11:9/5:11) gegen die Chinesin Zhang Yining

Damendoppel
- Lau Sui Fei & Lin Ling
  - 3. Runde: 4:2-Sieg (11:8/11:7/11:5/8:11/11:13/11:8) gegen das russische Doppel Oksana Wladimirowna Fadejewa & Galina Nikolajewna Melnik
  - 4. Runde: 2:4-Niederlage (9:11/11:6/9:11/10:12/11:7/7:11) gegen das japanische Doppel Ai Fujinuma & Aya Umemura

- Song Ah Sim (桑亞嬋) & Tie Yana, auf Platz 5 gesetzt
  - 4. Runde: 4:0-Sieg gegen das russische Doppel Swetlana Grigorjewna Ganina & Irina Wladimirowna Palina
  - Viertelfinale: 2:4-Niederlage (4:11/11:3/13:11/8:11/10:12/8:11) gegen Wang Nan & Zhang Yining aus China

Herreneinzel
- Ko Lai Chak (高禮澤)
  - 2. Runde: 4:0-Sieg (11:9/11:5/11:9/11:) gegen den Inder A. Sharath Kamal
  - 3. Runde: 4:3-Sieg (11:7/9:11/11:7/2:11/11:6/9:11/11:7) gegen den Tschechen Petr Korbel
  - 4. Runde: 4:1-Sieg (11:7/11:6/8:11/11:4/12:10) gegen den Schweden Jörgen Persson
  - Viertelfinale: 1:4-Niederlage (9:11/11:13/11:6/8:11/4:11) gegen den Chinesen Wang Liqin

- Leung Chu Yan (梁柱恩)
  - 2. Runde: 4:1-Sieg (11:3/11:9/11:13/11:4/11:8) gegen den Nordkoreaner O Il
  - 3. Runde: 4:1-Sieg (6:11/11:5/11:3/11:8/11:9) gegen Michael Maze aus Dänemark
  - 4. Runde: 4:3-Sieg () gegen Uladsimir Samsonau (engl. Vladimir Samsonov) aus Belarus

- Li Ching (李靜)
  - 2. Runde: 4:1-Sieg (11:6/9:11/11:7/11:9/11:5) gegen den Brasilianer Thiago Monteiro
  - 3. Runde: 2:4-Niederlage (11:8/9:11/14:12/9:11/9:11/6:11) gegen den Österreicher Werner Schlager

Herrendoppel
- Cheung Yuk (張鈺) & Leung Chu Yan

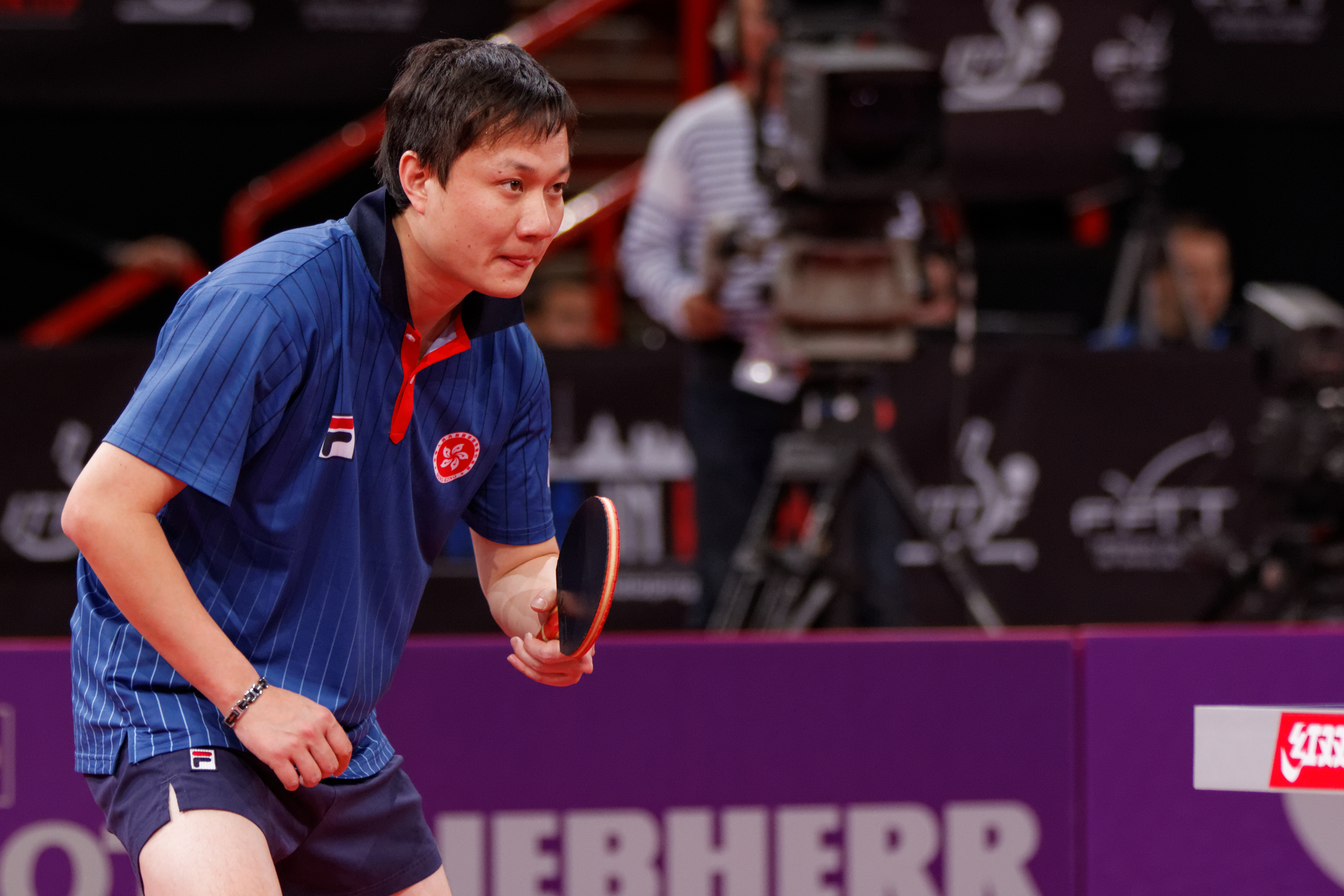
Cheung Yuk

  - 3. Runde: 0:4-Niederlage (12:14/7:11/8:11/7:11) gegen das russische Doppel Dmitri Wjatscheslawowitsch Masunow & Alexei Grigorjewitsch Smirnow

- Ko Lai Chak & Li Ching, auf Platz 3 der Setzliste: 2. Platz,  Silbermedaille
  - 3. Runde: 4:1-Sieg (11:8/11:9/11:3/5:11/14:12) gegen die Südkoreaner Joo Se-hyuk & Oh Sang-eun
  - Viertelfinale: 4:1-Sieg (11:6/10:12/11:6/13:11/11:9) gegen Slobodan Grujić & Aleksandar Karakašević aus Serbien und Montenegro
  - Halbfinale: 4:2-Sieg (11:5/11:9/5:11/8:11/11:8/11:6) gegen die Russen Dmitri Wjatscheslawowitsch Masunow & Alexei Grigorjewitsch Smirnow
  - Finale: 2:4-Niederlage (6:11/7:11/11:7/8:11/11:8/5:11) gegen Chen Qi & Ma Lin aus China

### Triathlon
Männer (1 km Schwimmen/40 km Rad/10 km Lauf)
- Chi Wo „Daniel“ Lee (李致和): Platz 43 - 2:03:30,39 h (18:17 min/1:05:38 h/39:35 min)